# Gustav Frederik Holm
Gustav Frederik Holm, född 6 augusti 1849 i Köpenhamn, död 13 mars 1940, var en dansk sjöofficer och grönlandsforskare. 
Holm blev officer 1870 och befordrades till kapten 1885. År 1876 deltog han i Knud Steenstrups geologiska forskningsresa till Julianehåb, 1880-81 ledde han självständigt en expedition till Sydgrönland, där han förutom att utföra fysisk-geografiska undersökningar även kartlade fornminnen i Julianehåbs distrikt samt undersökte förhållandena på Östgrönlands södra kuststräckning.
Holm var den första europé som satte sin fot på Kap Farvel. Åren 1883-85 företog han en utmärkt ledd och resultatrik expedition med umiak (kvinnobåt) längs den grönländska östkusten, övervintrade i Ammassalik, upptäckte Kong Christian IX Land och framträngde till 66° nordlig bredd (denna färd beskrevs i Den danske Konebaadsexpedition til Grønlands Østkyst 1883-85). Holm, som för denna resa fick riddarkorset, fick dessutom 1890 den franska la-Roquette-medaljen. År 1897 förde han kryssaren "Hejmdal" som stationsskepp vid Island och 1898 skonerten "Diana" på uppmätning där. År 1899 blev han chef för sjökortsarkivet. Vid sin avgång från marinen 1909 utnämndes han till överlots i östra distriktet och var lotsdirektör 1912-19. Han utnämndes 1929 till hedersdoktor vid Köpenhamns universitet som belöning för sin grönlandsforskning.

## Utmärkelser
- Riddare av Dannebrogorden,  1885[5]
- Kommendör av Dannebrogorden,  1899[5]
- Förtjänstmedaljen i guld,  1909[5]
- Kommendör av första graden av Dannebrogorden,  1919[5]

[Redigera Wikidata]